# Japonia na Letnich Igrzyskach Olimpijskich 1988
Na Letnich Igrzyskach Olimpijskich 1988 reprezentowało Japonię 255 sportowców (186 mężczyzn i 69 kobiet) w 166 dyscyplinach. 